# بندر مه‌آلود (فیلم ۱۹۳۸)
بندر مه‌آلود (فرانسوی: Le Quai des brumes‎) یک فیلم درام جنایی و رمانتیک به کارگردانی مارسل کارنه محصول سال ۱۹۳۸ است. فیلمنامه‌اش را ژاک پره‌ور بر اساس رمانی از پیر مک اورلان نوشت. بندرگاه سایه‌ها از آثار مهم رئالیسم شاعرانه سینمای فرانسه به‌شمار می‌رود و برخی منتقدان آن را از نخستین نمونه‌های فیلم نوآر دانسته‌اند.

## بازیگران
- ژان گابن
- میشل سیمون
- میشل مورگان
- پیر براسور
- ادوار دلمون
- لئو ماله
- رابرت لو ویگان
- روژه لوگری